# Хейлі в Ділі!
Хейлі в Ділі! (англ. Hailey's On It!) — американський анімаційно комедійний, пригодницький та музичний телесеріал створений Девіном Бандже та Ніком Стентоном. Його створює компанія Disney Television Animation . Прем'єра серіалу відбулася 8 червня 2023 року на Disney Channel .

## Сюжет
Серіал розповідає про Хейлі Бенкс, 14-річного підлітка з Оушенсайд, яка боїться ризикувати. Її життя перевертається з ніг на голову під час святкування Нового року, коли її відвідує вчена, який походить із майбутнього. Вчена каже їй, що документ, який вона напише та завершить, буде настільки важливим, що спричинить ланцюжок подій, під час яких вона винайде пристрій, за допомогою якого врятує всю планету, зупинивши глобальне потепління . Тепер Хейлі потрібно подолати свої страхи, виконати нездійсненні та непрактичні завдання та зіткнутися зі своїми почуттями до Скотта, свого найкращого друга. Однак деяким з її досягнень загрожуватимуть боти хаосу, маленькі роботи з майбутнього, яких прислав таємничий лиходій, який хоче перешкодити їй завершити свій список і врятувати світ.

## Персонажі

### Основні
- Гейлі Алохілані Бенкс[9] (озвучена Ауліі Кравальо[1]) — 14-річна[6] напівгавайська дівчина, яка не любить ризикувати і тепер має подолати свою невпевненість і страхи, щоб врятувати світ. Вона має складні почуття до свого друга Скотта.
- Скотт Денога (озвучений Менні Джасінто[1]) — найкращий друг Хейлі, якого вона повинна поцілувати, щоб запобігти кінцю світу, але вирішує зробити це останнім у своєму списку, оскільки це може зруйнувати їхню дружбу.
- Бета (озвучена Гері Ентоні Вільямсом[1]) — операційна система зі штучним інтелектом майбутнього, яка перераховує свої досягнення. У нього спірні стосунки зі Скоттом.

### Другорядні
- Кай Бенкс (озвучений Купером Ендрюсом[10]) — гавайський батько Гейлі.
- Патриція Бенкс (озвучена Джулі Боуен[10]) — кавказька мати Хейлі.
- А Сі Айчвак[11] (озвучений Джошем Бренером[10]) — академічний суперник Хейлі, хоча суперництво одностороннє, він розпещений, готовий шахраювати заради перемоги.
- Професор (озвучена Сарою Чалк[10]) — вчений з майбутнього з високою енергією.
- Тад (озвучений Ніком Додані[10]) — один з однокласників Хейлі.
- Беккер Денога (озвучена Джуді Еліс Лі[10]) — молодша сестра Скотта.
- Крістін Санчес (озвучена Амандою Лейтон[10]) — дуже популярна дівчина, яка навчається в тій самій школі, що й дівчина Хейлі та Скотта.
- Санні Денога (озвучена Джой Османські[10]) — мати Скотта.
- Джонатан (озвучений Ніко Сантосом[10]) — один з однокласників Хейлі.

### Інші
- Браян Джордан Альварес[10]
- Блейк Андерсон[10] у ролі Свагмайстера
- Мік Фолі[10]
- Джо Кой[10]
- Джек МакБраєр[10]
- Бебе Нойвірт[10]
- Кріс Парнелл[10]
- Тім Робінсон[10]
- Наташа Ротвелл[10] — Карла, власниця місцевого притулку для тварин
- Брендон Мічал Сміт[10] у ролі Джей Ті
- Мартін Старр[10] у ролі Коді, службовця квест
- Аль Янковіч[10]